# Élections européennes de 2004 au Danemark
Les élections européennes se sont déroulées le dimanche 13 juin 2004 au Danemark pour désigner les 14 députés européens au Parlement européen, pour la législature 2004-2009.

## Résultats
Note : les sièges ont été attribués selon la méthode d'Hondt aux coalitions électorales qui étaient les suivantes :
| Parti                                             | Votes     | Votes     | Votes     | Sièges | Sièges | Groupe    |
| Parti                                             | Voix      | %         | ±%        | N°     | ±      | Groupe    |
| ------------------------------------------------- | --------- | --------- | --------- | ------ | ------ | --------- |
| Sociaux-démocrates (A)                            | 618 412   | 32,6      | +16,1     | 5      | +2     | PSE       |
| Parti libéral (V)                                 | 366 735   | 19,4      | -4,0      | 3      | -2     | ELDR      |
| Parti populaire conservateur (C)                  | 214 972   | 11,3      | +2,8      | 1      | 0      | PPE       |
| Mouvement de juin (J)                             | 171 927   | 9,1       | -7,0      | 1      | -2     | ID        |
| Parti populaire socialiste (F)                    | 150 766   | 8,0       | +0,9      | 1      | 0      | Verts/ALE |
| Parti populaire danois (O)                        | 128 789   | 6,8       | +1,0      | 1      | 0      | UEN       |
| Parti social-libéral danois (B)                   | 120 473   | 6,4       | -2,7      | 1      | 0      | ELDR      |
| Mouvement populaire contre l'Union européenne (N) | 97 986    | 5,2       |           | 1      | 0      | GUE/NGL   |
| Chrétiens-démocrates (K)                          | 24 286    | 1,3       |           | 0      | 0      |           |
| Total                                             | 1 894 346 | 1 894 346 | 1 894 346 | 14     | -2     |           |
| Électeurs inscrits                                | 4 012 663 |           |           |        |        |           |
| Votant                                            | 1 921 541 | 47,9      |           |        |        |           |
| Non valide                                        | 27 195    | 1,4       |           |        |        |           |
| Valide                                            | 1 894 346 | 98,6      |           |        |        |           |